# Фонтан (фильм, 1988)
«Фонтан» — художественный фильм режиссёра Юрия Мамина. Жанр: комедия, драма, фарс.

## Сюжет
В картине несколько сюжетных линий. Действие фильма происходит во времена перестройки в СССР в большом городе (Ленинграде), холодной зимой. Герои фильма — жильцы обычного дома, который вот-вот развалится, если бы не героические усилия главного инженера ЖЭК Лагутина. Лифт давно не работает, через капитальную стену проходит опасная трещина, крыша просела под тяжестью снега, но дом продолжает держаться, буквально на плечах подвижника Лагутина.
К его жене Майе приезжает её отец Сатыбалды Кербабаевич Кербабаев из сельской глубинки Средней Азии. Первое, на что он обращает внимание Лагутина, — это фонтанчик воды во дворе от повреждённой трубы отопления. Старому мелиоратору, участнику строительства Каракумского канала, всю жизнь прожившему в пустыне, невдомёк, почему в этом странном городе так равнодушно относятся к утечке воды. Объяснить это старику некому, потому что он почти не понимает и не говорит по-русски. Лагутин устраивает Кербабаева работать к себе в ЖЭК. В его несложные обязанности входит несколько раз в день спускаться в подвал дома и проверять не текут ли трубы, а о наличии утечки немедленно сообщать зятю. Однако, как только старик получает в руки власть над водой, чтобы устранить течь, он немедленно перекрывает трубы и запирается в подвале дома, отказываясь включить воду. В результате перестаёт работать отопление. Защищая Лагутина от начальства, его помощник объявляет отключение горячей воды «экономическим экспериментом», после чего к Лагутину приходит слава. Желая расширить «эксперимент», электрик обесточивает дом.
Концовка фильма — сплошная фантасмагория. Жильцы дома выходят на улицу, жгут костры, греются, пляшут и развлекаются как могут. Сами пытаются починить электричество и неожиданно запускают мёртвый лифт в зимнее ночное небо, как ракету. Внутри лифта сидит виновник событий — Сатыбалды Кербабаев. Лифт уносит его в неизвестность.
Всё происходящее в фильме как бы лежит в музыкальной основе симфонии, которую одновременно с событиями сочиняет один из жильцов дома — композитор Шестопалов. Его не трогает то, что дом вот-вот рухнет и все бытовые удобства отключаются одно за другим. Композитора наконец посетило вдохновение и он творит. Фантастическая концовка с улетающим лифтом совпадает с апофеозом безумной симфонии.

## В ролях
| Актёр                 | Роль                                                                               |
| --------------------- | ---------------------------------------------------------------------------------- |
| Асанкул Куттубаев     | Сатыбалды Кербабаевич Кербабаев, мелиоратор, тесть Лагутина, отец Майи             |
| Сергей Дрейден        | Пётр Николаевич Лагутин, главный инженер ЖЭКа, зять Кербабаева, муж Майи           |
| Жанна Керимтаева      | Майя Сатыбалдиевна Лагутина, спортивный функционер, дочь Кербабаева, жена Лагутина |
| Виктор Михайлов       | Павел Павлович Митрофанов, инженер ЖЭКа, друг и помощник Лагутина                  |
| Анатолий Калмыков     | Славик Рунёв, безработный, муж Кати, зять Ивана Гавриловича                        |
| Людмила Самохвалова   | Катя Рунёва, безработная, жена Славика, дочь Ивана Гавриловича                     |
| Алексей Заливалов     | Дмитрий Шестопалов, композитор, летающий на самодельных крыльях для вдохновения    |
| Николай Траньков      | Иван Гаврилович, пенсионер, ветеран-общественник, отец Кати, тесть Славика         |
| Иван Криворучко       | Василий Семёнович Попов, начальник жилищного управления                            |
| Нина Усатова          | Любовь Андреевна, начальница ЖЭКа                                                  |
| Павел Фетисов         | Ваня, электрик ЖЭКа                                                                |
| Татьяна Леонова       | Ольга, жена Вани                                                                   |
| Елена Судакова        | Петрищева, дочь поэта Петрищева                                                    |
| Тамара Максимова      | тележурналистка, ведущая «Телекурьера», камео                                      |
| Дима Баевский         | Вадик, сын Лагутиных, внук Кербабаева                                              |
| Ася Смекалова         | Любочка, дочь Рунёвых, внучка Ивана Гавриловича                                    |
| Юрий Мамин            | Сергей Борисович Крылов, режиссёр театра                                           |
| Любовь Аркус          | тележурналистка, интервьюирует Крылова                                             |
| Виктор Весёлкин       | Павел Сергеевич, завхоз жилищного управления                                       |
| Владимир Дятлов       | фотограф, работник ЖЭКа                                                            |
| Андрей Краско         | Андрюша, поклонник творчества Петрищева                                            |
| Александр Николаенко  | Саша, поклонник творчества Петрищева                                               |
| Александр Котельников | лейтенант Котельников, сотрудник милиции                                           |
| Владимир Сидоров      | Александр Иванович, техник ЖЭКа                                                    |
| Яков Степанов         | Ханыга, просящий купить корвалол                                                   |
| Валерий Миронов       | Ханыга, поддерживает крышу                                                         |
| Светлана Ефремова     | Маша                                                                               |

## Премии и призы
- На 1-м МКФ популярных жанров «Золотой Дюк» в Одессе (1988)
  - Главный приз
  - Приз киноклубов
  - Приз критики фильму.
- Главный приз «Чарли Чаплин» — на 5-м МКФ в Габрове (Болгария) (1989)
- Гран-при «Золотая трость» — на МКФ комедийных фильмов в Веве (Швейцария) (1989)
- Гран-при — на МКФ в Трое (1989)
- Специальный приз — на МКФ авторских фильмов в Сан-Реме (Италия) (1989)
- Специальный диплом за лучший актёрский ансамбль (В. Михайлов, С. Донцов, Н. Усатова, Л. Самохвалова, А. Заливалов) на 1-м ВКФ «Созвездие» (1989)
- Гран-при — на МКФ в Кемпере (1989)
- Приз публики — на Международной киновстрече в Бельфоре (1989)
- Профессиональные премии к/ст. «Ленфильм» 1988 года им. Г. Козинцева.
  - Режиссёру Ю. Мамину им. А. Пиотровского
  - Сценаристу В. Вардунасу (1989)
- Приз за лучший дебют — на МКФ в Клермон-Ферране (Франция) (1990)
- Приз «Серебряная рыбацкая сеть» — на МКФ комедийных фильмов в Торремолиносе (Испания) (1990)
- Гран-при — на МКФ в Лас-Вегасе (США) (1990)
- На МКФ в Лос-Анджелесе (США) (1990)
  - Приз за лучший сценарий (В. Вардунасу)
  - Приз за лучшую режиссуру (Ю. Мамину)